# 発想法
発想法（はっそうほう）とは、問題解決のための手法である。KJ法、ブレーンストーミング（ブレスト）などがよく知られており、学校の講義や企業の研修などでもよく紹介される。

## 概要
発想法の利用場面や狙いは、主に以下の3つに分類され、それぞれを念頭に置いたさまざまな発想法が考案されている。
1. 情報の収集
2. 情報の整理・構造化
3. 意見集約・集団意思決定

文化人類学者川喜田二郎が考案した発想法の「KJ法」は、多種多様な事象を扱うフィールドワークにおいて、問題を整理し、新たな発想を促そうとするものである。発想法に関するパソコンソフトも様々に開発されている。
またフレームワークも多く産まれており、主にMBAで教わりビジネスの場面などで使われる。